# Goudvoorhoofdvireo
De goudvoorhoofdvireo (Pachysylvia aurantiifrons synoniem: Hylophilus aurantiifrons) is een zangvogel uit de familie Vireonidae (Vireo's).

## Verspreiding en leefgebied
Deze soort komt voor van Panama tot Venezuela en telt drie ondersoorten:
- P. a. aurantiifrons: oostelijk Panama en noordelijk Colombia.
- P. a. helvinus: noordwestelijk Venezuela.
- P. a. saturatus: oostelijk Colombia, noordelijk Venezuela en Trinidad.

## Status
De grootte van de populatie is in 2019 geschat op 0,5-5 miljoen volwassen vogels. Op de Rode lijst van de IUCN heeft deze soort de status niet bedreigd.